# Auchmerina
Auchmerina är ett släkte av insekter. Auchmerina ingår i familjen rundbladloppor.
Kladogram enligt Catalogue of Life:
| Auchmerina | \| \| Auchmerina limbatipennis \| \| \| \| \| \| Auchmerina tuthilli \| \| \| \| |
|            | \| \| Auchmerina limbatipennis \| \| \| \| \| \| Auchmerina tuthilli \| \| \| \| |
|            | Auchmerina limbatipennis                                                         |
|            |                                                                                  |
|            | Auchmerina tuthilli                                                              |
|            |                                                                                  |